# Carlos Saavedra Lamas
Carlos Saavedra Lamas (1.11.1878 – 5.5.1959) là một chính trị gia, một giáo sư đại học người Argentina và là người châu Mỹ Latinh đầu tiên nhận giải Nobel Hòa bình năm 1936.
Saavedra sinh tại Buenos Aires trong một gia đình quý tộc Argentina, là một sinh viên xuất sắc, đã đậu bằng tiến sĩ luật học từ trường Đại học Buenos Aires. Ông bắt đầu giảng dạy luật học và xã hội học ở Đại học quốc gia La Plata, cuối cùng thăng lên chức giáo sư tại Buenos Aires.
Ông đã xuất bản một số tác phẩm, chủ yếu tập trung vào luật lao động, nhấn mạnh vào việc cần thiết phải nhìn nhận học thuyết phổ quát về việc nghiên cứu giải quyết vấn đề lao động. Một số tác phẩm quan trọng của ông trong lãnh vực này là Centro de legislacíon social y del trabajo (1927), Traités internationaux de type social (1924), và Bộ luật Lao động quốc gia" (Código nacional del trabajo) (1933). Ông đã tham dự vào các giai đoạn đầu của Tổ chức Lao động Quốc tế (ILO), và phần lớn các tác phẩm của ông rút cuộc trở thành nền tảng của các luật lao động của Argentina.
Sự nghiệp chính trị của ông bắt đầu từ năm 1906 trong nhiều vai trò quan trọng, trong đó có 2 nhiệm kỳ nghị sĩ Nghị viện Argentina từ năm 1908, nơi lãnh vực quan tâm chính của ông là các vấn đề đối ngoại. Năm 1915, ông trở thành Bộ trưởng "Bộ Tư pháp và Giáo dục".
Thành tựu khiến cho ông được thưởng giải Nobel Hòa bình là cống hiến của ông trong chức Bộ trưởng Bộ ngoại giao Argentina từ năm 1932 tới năm 1938 (dưới thời tổng thống Agustín Pedro Justo). Ông đã làm trung gian hòa giải dẫn tới hiệp ước chấm dứt cuộc chiến tranh Chaco giữa Paraguay và Bolivia và đề xướng tạo ra nhiều hiệp ước bất tương xâm đa phương giữa nhiều nước Nam Mỹ và châu Âu.
Thành tựu nổi tiếng nhất trong lãnh vực này của ông là Hiệp ước chống chiến tranh Nam Mỹ (South American Anti-War Pact) có nhiều sáng kiến mới, như trong trường hợp có chiến tranh giữa 2 hoặc nhiều nước đã ký kết (hiệp ước) thì buộc mọi nước còn lại phải lập ra các Ủy ban đặc biệt nhằm ngưng các sự thù địch và áp dụng các biện pháp ngoại giao hoặc kinh tế chống lại cả hai bên thù địch cho tới khi họ đồng ý chấm dứt các sự thù địch. Hiệp ước này đã được phần lớn các nước châu Mỹ Latin phê chuẩn, và sau đó được Hội Quốc Liên hoan hỉ đón nhận, khiến cho 11 nước châu Mỹ và châu Âu khác cũng ký kết hiệp ước này.
Năm 1936 ông được bầu làm chủ tịch Hội đồng của Hội Quốc Liên.
Saavedra kết hôn với Rosa Sáenz Peña González (1887-), con gái của cựu tổng thống Argentina Roque Sáenz Peña.
Từ năm 1941 tới 1943 ông làm chủ tịch trường Đại học Buenos Aires, rồi làm giáo sư cho tới năm 1946.
Carlos Saavedra từ trần ngày 5.5.1959 và được mai táng ở nghĩa trang La Recoleta tại Buenos Aires.